# Mycetophyllia aliciae
Mycetophyllia aliciae är en korallart som beskrevs av Wells 1973. Mycetophyllia aliciae ingår i släktet Mycetophyllia och familjen Mussidae. IUCN kategoriserar arten globalt som livskraftig. Inga underarter finns listade i Catalogue of Life.